# Dorothy Andrus
Pour les articles homonymes, voir Andrus, Burke et Voorhees.
Dorothy Andrus (épouse Burke puis Voorhees) est une joueuse de tennis américaine des années 1930 née le 14 janvier 1908 à New York et morte le 29 septembre 1989 à Sarasota.
Elle a atteint quatre finales en double dames dans les tournois du Grand Chelem, dont deux consécutives à l'US Women's National Championship avec Carolin Babcock Stark (1934 et 1935), sans jamais réussir à s'imposer. 

## Palmarès (partiel)

### Finale en simple dames
| No | Date | Nom et lieu du tournoi        | Catégorie | Surface      | Vainqueure    | Score         |  |
| -- | ---- | ----------------------------- | --------- | ------------ | ------------- | ------------- |  |
| 1  | 1931 | Internationaux d'Italie, Rome |           | Terre (ext.) | Lucia Valerio | 2-6, 6-2, 6-2 |  |

### Titre en double dames
| No | Date | Nom et lieu du tournoi       | Catégorie | Surface      | Partenaire  | Finalistes                   | Score         |  |
| -- | ---- | ---------------------------- | --------- | ------------ | ----------- | ---------------------------- | ------------- |  |
| 1  | 1933 | Internationaux d'Italie Rome |           | Terre (ext.) | Ida Adamoff | Elizabeth Ryan Lucia Valerio | 6-3, 1-6, 6-4 |  |

### Finales en double dames
| No | Date       | Nom et lieu du tournoi                 | Catégorie | Surface      | Vainqueures                     | Partenaire      | Score         |          |
| -- | ---------- | -------------------------------------- | --------- | ------------ | ------------------------------- | --------------- | ------------- | -------- |
| 1  | 1931       | Internationaux d'Italie Rome           |           | Terre (ext.) | Anna Luzzatti Rosetta Gagliardi | Lucia Valerio   | 6-3, 1-6, 6-3 |          |
| 2  | 1932       | Internationaux d'Italie Rome           |           | Terre (ext.) | Lolette Payot Colette Rosambert | Lucia Valerio   | 7-5, 6-3      |          |
| 3  | 1934       | Internationaux d'Italie Rome           |           | Terre (ext.) | Helen Jacobs Elizabeth Ryan     | Ida Adamoff     | 7-5, 9-7      |          |
| 4  | 25/06/1934 | The Championships Wimbledon            | G. Chelem | Gazon (ext.) | Simonne Mathieu Elizabeth Ryan  | Sylvie Jung     | 6-3, 6-3      | Parcours |
| 5  | 13/08/1934 | US National Championships Forest Hills | G. Chelem | Gazon (ext.) | Helen Jacobs Sarah Palfrey      | Carolin Babcock | 4-6, 6-3, 6-4 | Parcours |
| 6  | 29/08/1935 | US National Championships Forest Hills | G. Chelem | Gazon (ext.) | Helen Jacobs Sarah Fabyan       | Carolin Babcock | 6-4, 6-2      | Parcours |
| 7  | 18/05/1937 | Internationaux de France Paris         | G. Chelem | Terre (ext.) | Simonne Mathieu Billie Yorke    | Sylvie Jung     | 3-6, 6-2, 6-2 | Parcours |

### Titre en double mixte
| No | Date | Nom et lieu du tournoi       | Catégorie | Surface      | Partenaire          | Finalistes               | Score    |  |
| -- | ---- | ---------------------------- | --------- | ------------ | ------------------- | ------------------------ | -------- |  |
| 1  | 1933 | Internationaux d'Italie Rome |           | Terre (ext.) | André Martin-Legeay | Emil Gábori Y. Orlandini | 6-4, 6-3 |  |

### Finales en double mixte
| No | Date | Nom et lieu du tournoi       | Catégorie | Surface      | Vainqueures                    | Partenaire       | Score    |  |
| -- | ---- | ---------------------------- | --------- | ------------ | ------------------------------ | ---------------- | -------- |  |
| 1  | 1931 | Internationaux d'Italie Rome |           | Terre (ext.) | Lucia Valerio Patrick Hughes   | Alberto Del Bono | 6-0, 6-1 |  |
| 2  | 1932 | Internationaux d'Italie Rome |           | Terre (ext.) | Lolette Payot Jacques J. Bonte | Alberto Del Bono | 6-1, 6-2 |  |

## Parcours en Grand Chelem (partiel)
Si l’expression « Grand Chelem » désigne classiquement les quatre tournois les plus importants de l’histoire du tennis, elle n'est utilisée pour la première fois qu'en 1933, et n'acquiert la plénitude de son sens que peu à peu à partir des années 1950.

### En simple dames
| Année | Championnat d'Australie | Championnat d'Australie | Internationaux de France | Internationaux de France | Wimbledon      | Wimbledon       | US National | US National |
| ----- | ----------------------- | ----------------------- | ------------------------ | ------------------------ | -------------- | --------------- | ----------- | ----------- |
| 1931  | -                       | -                       | 2e tour (1/16)           | Joan Ridley              | -              | -               | -           | -           |
| 1932  | -                       | -                       | 2e tour (1/16)           | Ida Adamoff              | 3e tour (1/16) | Doris Metaxa    | -           | -           |
| 1933  | -                       | -                       | 1/4 de finale            | Betty Nuthall            | 4e tour (1/8)  | Helen Jacobs    | -           | -           |
| 1934  | -                       | -                       | 2e tour (1/16)           | Simonne Mathieu          | 2e tour (1/32) | Helen Jacobs    | -           | -           |
| 1935  | -                       | -                       | 2e tour (1/16)           | Anita Lizana             | 2e tour (1/32) | Jean Saunders   | -           | -           |
| 1936  | -                       | -                       | 3e tour (1/8)            | Simonne Mathieu          | 3e tour (1/16) | Simonne Mathieu | -           | -           |
| 1937  | -                       | -                       | 1er tour (1/32)          | Y. des Landes            | 4e tour (1/8)  | J. Jędrzejowska | -           | -           |
| 1938  | -                       | -                       | 2e tour (1/16)           | Nell Hall Hopman         | 2e tour (1/32) | Betty Nuthall   | -           | -           |
| 1939  | -                       | -                       | -                        | -                        | 2e tour (1/32) | Dorothy Round   | -           | -           |

À droite du résultat, l’ultime adversaire.

### En double dames
| Année | Championnat d'Australie | Championnat d'Australie | Internationaux de France    | Internationaux de France | Wimbledon                    | Wimbledon                  | US National       | US National                |
| ----- | ----------------------- | ----------------------- | --------------------------- | ------------------------ | ---------------------------- | -------------------------- | ----------------- | -------------------------- |
| 1931  | -                       | -                       | 1er tour (1/16) V. Hilleary | Ida Adamoff A. Neufeld   | -                            | -                          | -                 | -                          |
| 1932  | -                       | -                       | 2e tour (1/8) Lucia Valerio | S. Barbier Lolette Payot | 2e tour (1/16) Lucia Valerio | Elsie Pittman Joan Ridley  | -                 | -                          |
| 1933  | -                       | -                       | 2e tour (1/8) Muriel Thomas | Cilly Aussem H. Sperling | 1/4 de finale Muriel Thomas  | Kitty McKane P. Saunders   | -                 | -                          |
| 1934  | -                       | -                       | 1/2 finale Sylvie Jung      | S. Mathieu E. Ryan       | Finale Sylvie Jung           | S. Mathieu E. Ryan         | Finale C. Babcock | Helen Jacobs Sarah Palfrey |
| 1935  | -                       | -                       | 1/2 finale Sylvie Jung      | M. Scriven Kay Stammers  | 3e tour (1/8) Sylvie Jung    | E. Dearman Nancy Lyle      | Finale C. Babcock | Helen Jacobs Sarah Fabyan  |
| 1936  | -                       | -                       | 1/4 de finale Sylvie Jung   | Jędrzejowska Susan Noel  | 1/2 finale Sylvie Jung       | Freda James Kay Stammers   | -                 | -                          |
| 1937  | -                       | -                       | Finale Sylvie Jung          | S. Mathieu Billie Yorke  | 1/2 finale Sylvie Jung       | Phyllis King Elsie Pittman | -                 | -                          |
| 1938  | -                       | -                       | 2e tour (1/8) Sylvie Jung   | Andrée Varin P. Mellerio | 1/2 finale Sylvie Jung       | S. Mathieu Billie Yorke    | -                 | -                          |
| 1939  | -                       | -                       | -                           | -                        | 1er tour (1/32) Sylvie Jung  | Mary Heeley Dorothy Round  | -                 | -                          |

Sous le résultat, la partenaire ; à droite, l’ultime équipe adverse.